# Опатица и комесар
„Опатица и комесар” је југословенски драмски филм први пут приказан 16. јула 1968. године. Режирао га је Гојко Шиповац а сценарио су написали Алија Хаџиефендић, Данко Самоковлија и Меша Селимовић.

## Радња
У првим послератним данима у самостану часних сестара на обали мора привремено је смештена партизанска болница у којој часне сестре раде као болничарке. Рањенике у једној соби негује лепа и млада опатица Марија.
Постепено упознаје живот и судбину ових људи, који су јој до тада били далеки и непознати.
Долази до нарочито зближавања Марије и рањеника, комесара Ненада. Иако припадају супротним странама, не смета им да се међу њима развија чудно пријатељство. Млади комесар, пун животног искуства и оптимизма, уноси немир у Маријин једнолики редовнички живот. Почиње наслућивати један нови, до тада непознати свет, али га не може прихватити спутана својим заветом и обавезама према Цркви. У необичном самостанском амбијенту, кроз динамичка збивања, одвија се и приводи крају драма једне опатице.

## Улоге
| Глумац                | Улога                                     |
| --------------------- | ----------------------------------------- |
| Дина Рутић            | Сестра Марија (као Дина Рутић-Радмиловић) |
| Михаило Миша Јанкетић | Комесар (као Михаило Јанкетић)            |
| Рада Ђуричин          | Сестра Луција                             |
| Стево Жигон           | Доктор Симић                              |
| Тана Маскарели        | Сестра Настојница                         |
| Јанез Врховец         | Управник болнице                          |
| Милош Кандић          |                                           |
| Заим Музаферија       | Станко, рањеник                           |

Остале улоге  ▼
| Глумац          | Улога                                 |
| --------------- | ------------------------------------- |
| Ранко Гучевац   | Контузовани рањеник                   |
| Растислав Јовић | Рањеник без ноге (као Ратислав Јовић) |
| Милан Јелић     | Стипе, рањеник                        |
| Сеад Чакал      |                                       |